# Flamia
Flamia es el nombre que recibía antiguamente una isla de la costa de Galicia, que corresponde probablemente a una de las islas Cíes. Es nombrada en documentos del siglo XII, como una de aquellas a cuyo abrigo fondeaban galeras almorávides en espera de oportunidad para desembarcar su gente y saquear el litoral.